# رولز رويس فالكون

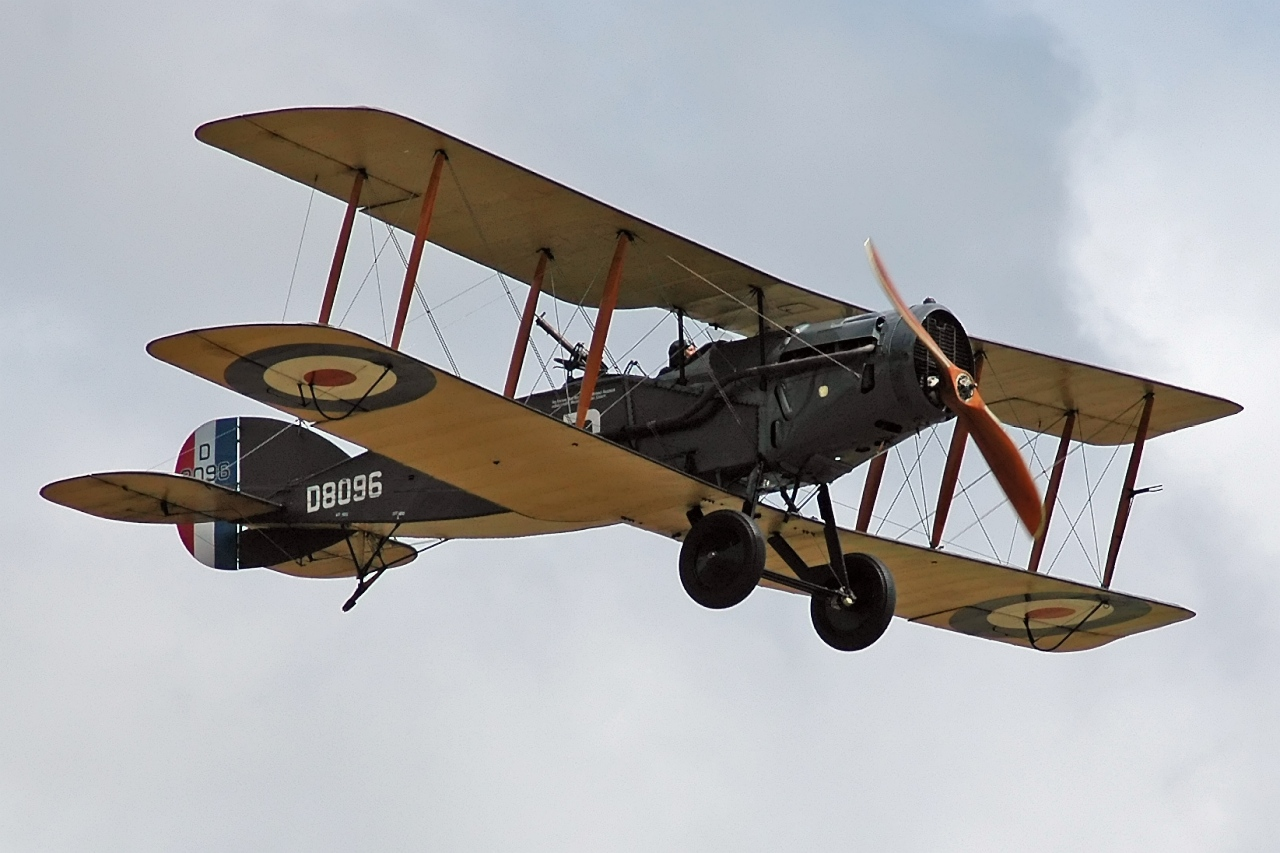
بريستول إف 2 فايتر

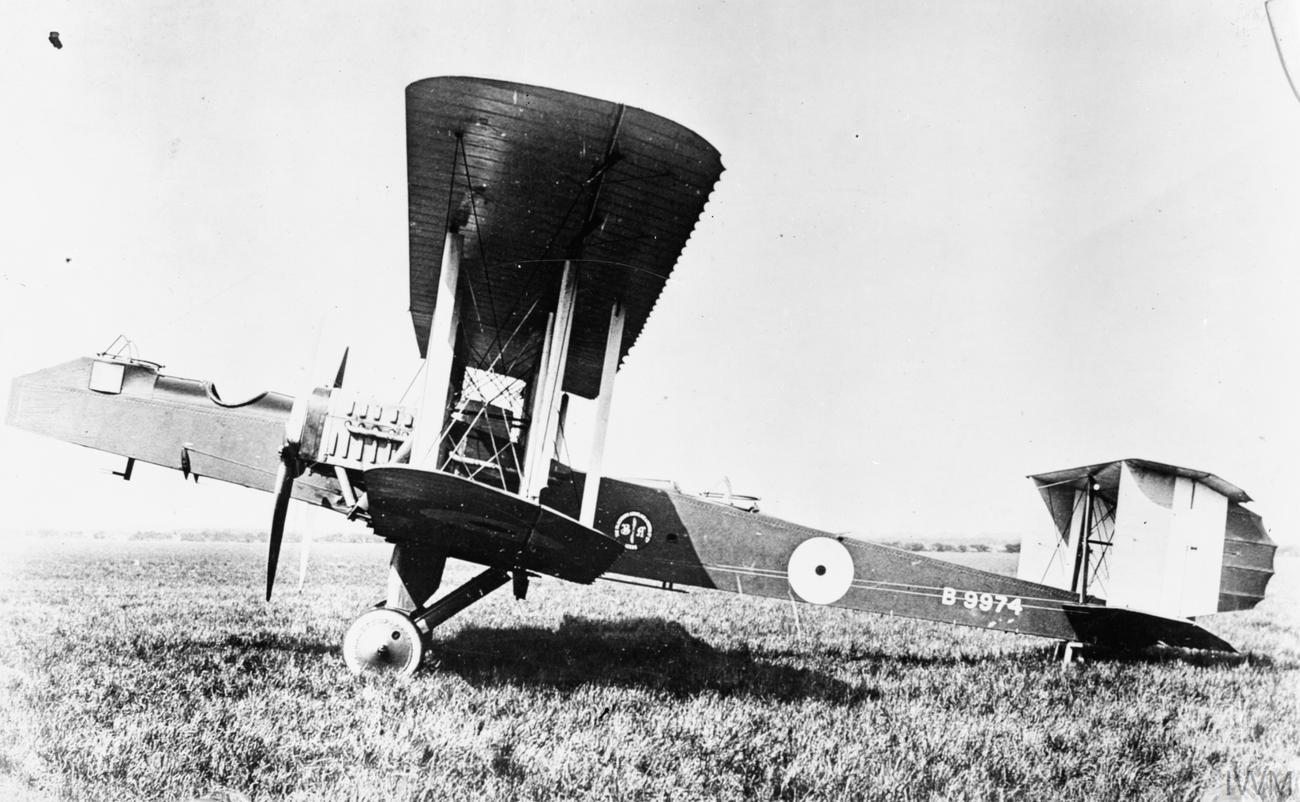
بلاكبيرن كانجارو

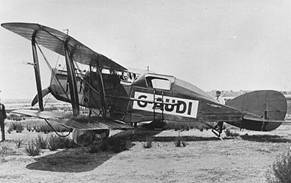
بريستول تورير

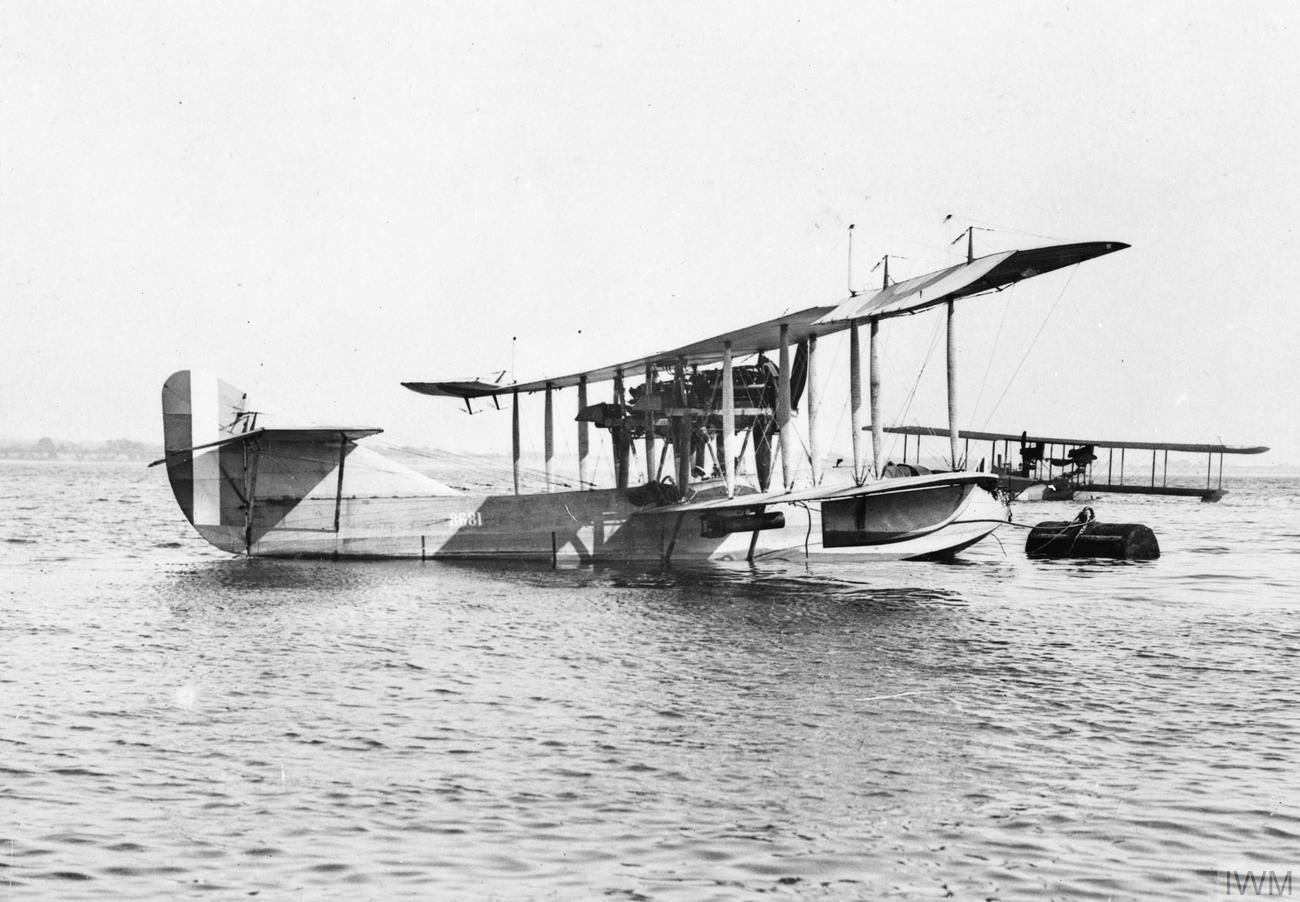
كيرتز مودل اتش

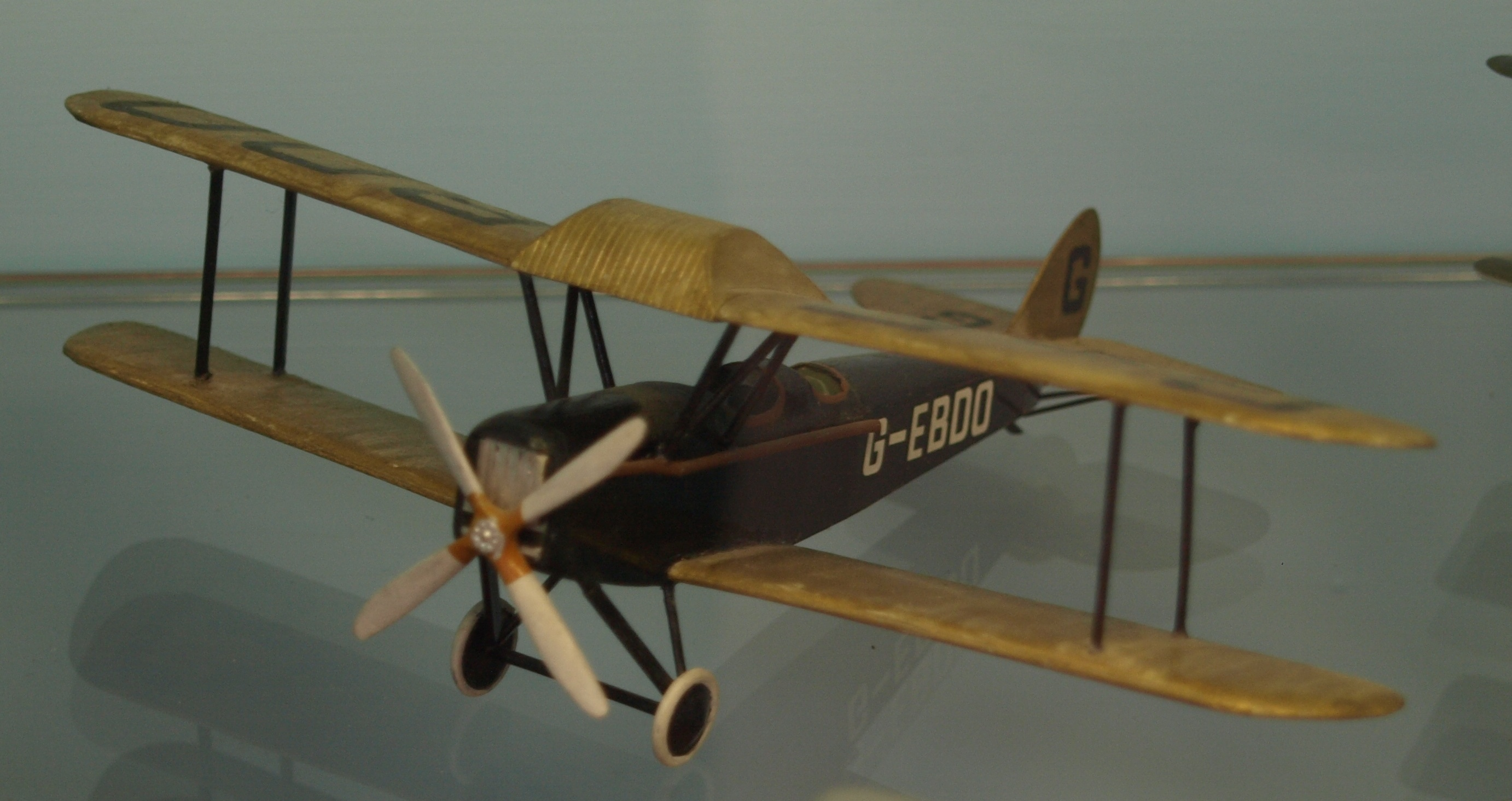
دي هافيلاند دي اتش 37

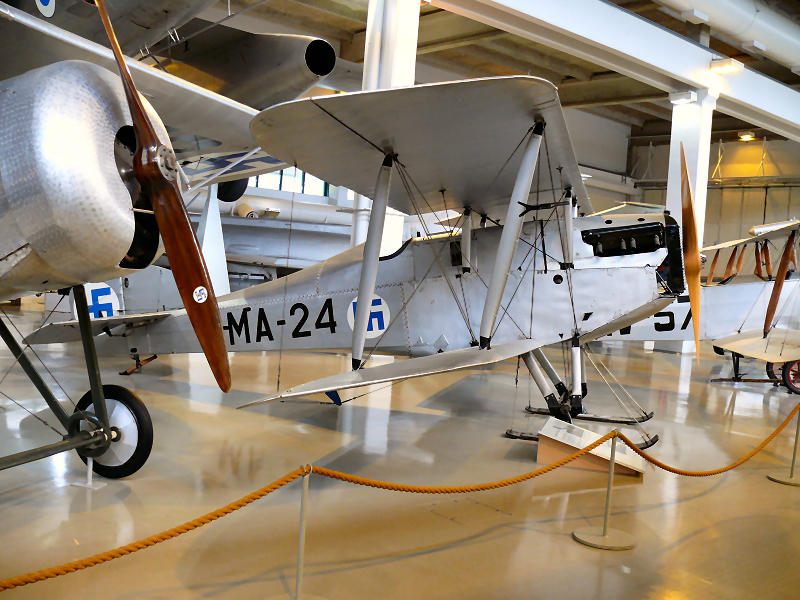
مارتنسيد بزرد

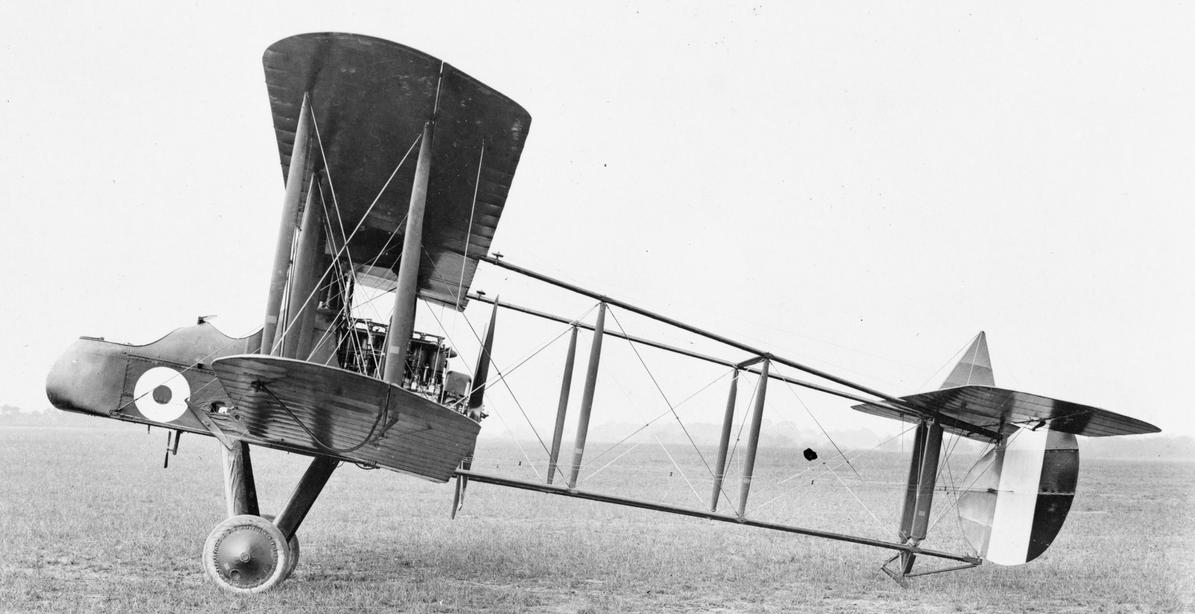
إف إي 2

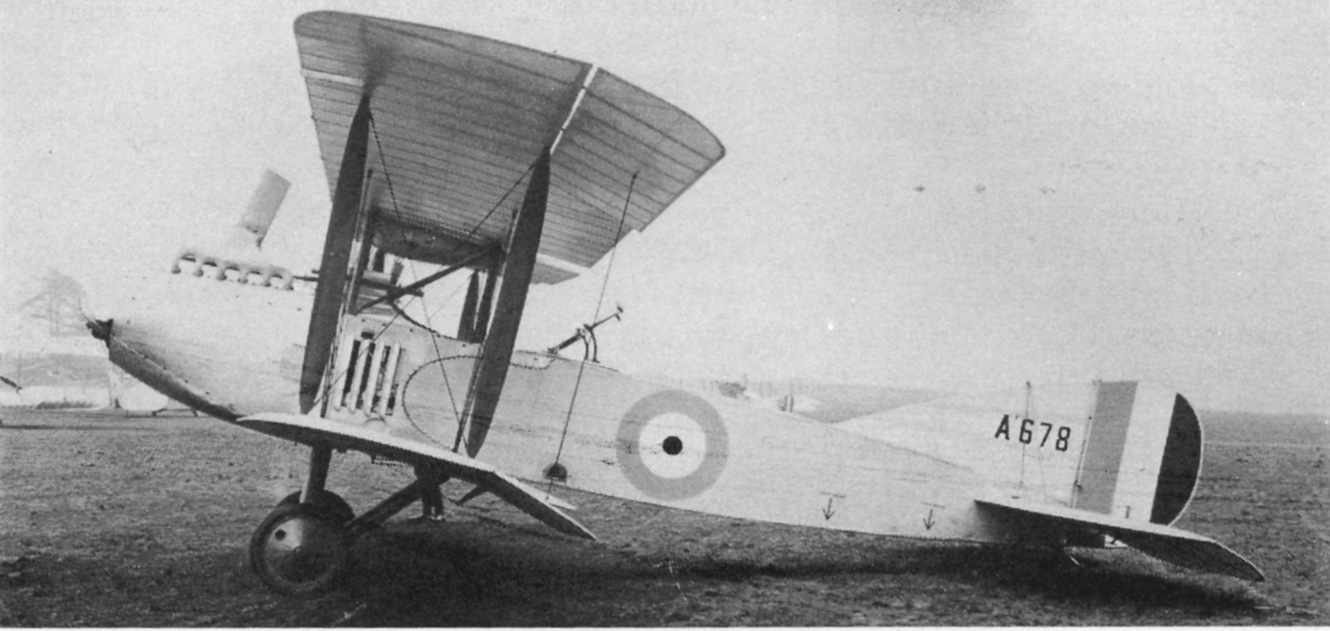
فيكرز إف بي 14

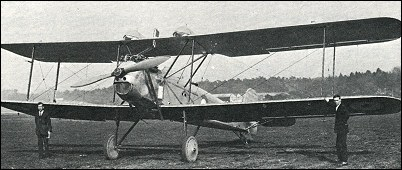
فيكرز فينداس

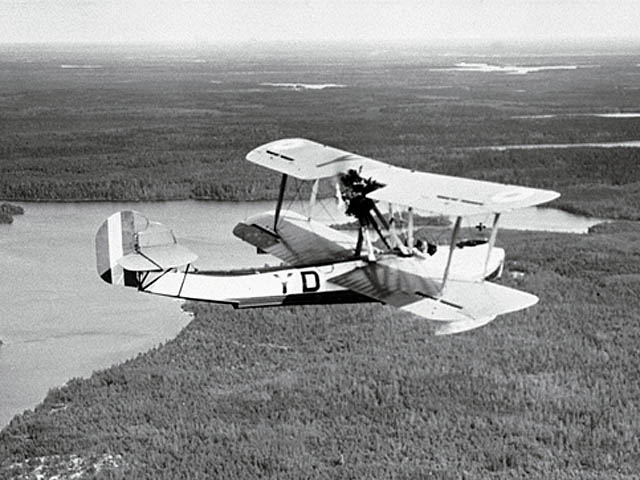
فيكرز فيديت

رولز رويس فالكون، محرك طائرة صُنع في عام 1915، و كان مشابه لمحرك رولز رويس إيجل. يستخدم المحرك سائل للتبريد و يتكون من 12 اسطوانة تم تركيبهم على شكل حرف V.
بلغت سعة المحرك 867 بوصة مكعبه (14.2 لتر)، و استخدم في العديد من الطائرات البريطانية في حقبة الحرب العالمية الأولى، و توقف إنتاجه في عام 1927.
جدير بالذكر أن المحرك تم تصميمه بواسطة أر.دبليو.هارفي بيلي .
مازالت أحد محركات فالكون صالحه للعمل حتى اليوم، و تشغل طائرة بريستول إف 2 فايتر أثناء العروض الصيفية.

## التصميم والتطوير
بدأ إنتاج محرك فالكون في سبتمبر 1916 و كان ناجحا جدا و تم تصنيعه بترخيص من برازيل ستراكر في بريستول. استمر الإنتاج حتى عام 1927، و بحلول ذلك الوقت، كان قد تم إنتاج 2185 وحدة من المحرك.
كان لهذا المحرك ميزه غير عادية بامتلاكه ترس تدويري للتخفيض، احتوى على مخلب صُمم بهدف خفض الحد الأقصى لعزم الدوران ، وبالتالي حماية تروس التخفيض.
استخدم محرك فالكون بشكل ملحوظ في طائرة بريستول إف 2 فايتر وقاذفة القنابل بلاكبيرن كانجارو.

## الأنواع

### فالكون 1 (رولز رويس 190 اتش بي ام كيه 1)
بلغت قدرة المحرك 230 حصان، و أُنتج منه 250 وحدة فيما بين 1916-1917، للاستخدام في الجرارات الزراعية.

### فالكون 2 (رولز رويس 190 اتش بي ام كيه 2)
بلغت قدرة المحرك 253 حصان، و تم زيادة حجم مكربن الهواء،  و أُنتج منه 250 وحدة في1917 في ديربي.

### فالكون 3 (رولز رويس 190 اتش بي ام كيه 3)
بلغت قدرة المحرك 285 حصان، و تم زيادة نسبة الانضغاط لتصبح (1:5.3)، و استبدل مكربن الهواء الثنائي بأربع مكربانات هوا رولز رويس/كلاودل-هوبسون.

 أُنتج 1685 وحدة من المحرك في ديربي.

## التطبيقات
قائمة جيتري و لومسدين:
- أرمسترونج ويتورث إف كيه 6
- أفرو 523 سي بايك
- أفرو 529
- بلاكبيرن كانجارو
- بلاكبيرن سبرات
- بريستول إف 2 فايتر
- بريستول تورير
- كيرتز مودل اتش
- دي هافيلاند دي اتش 37
- فيري اف 2
- فيري ان 9
- مارتنسيد بزرد اف 3
- مارتنسيد بزرد أر جي
- مارتنسيد بزرد اف 4
- بارنال بيرش
- إف إي 2
- أر إي 7
- فيكرز اف بي 14
- فيكرز فايكنج
- فيكرز فينداس
- فيكرز فيديت
- ويستلاند ليموزين
- ويستلاند ويزرد

## المحركات المتبقية
طائرة بريستول إف 2 فايتر، دي-8096، الموجوده حاليا في متحف شتلورث كولكشن و تم تشغيلها بمحرك فالكون 3، و حلقت الطائرة بانتظام خلال شهور الصيف.

## المحركات المعروضه
- رولز رويس فالكون يعرض في متحف شتلوورث , بيدفوردشير.

## مواصفات (فالكون 3)
.

### مواصفات عامة
- النوع:محرك طائرة مكبسي من النوع V، يحتوي على 12 أسطوانة و يبرد بسائل.
- قطر الأسطوانة: 4 بوصة (101.6 مم).
- الشوط:5.75 بوصة (146 مم).
- الحجم المزاح:866.5 بوصة تكعيب (14.2 لتر).
- الطول:68 بوصة (1727 مم).
- العرض:40.3 بوصة (1024 مم).
- الارتفاع:37.2 بوصة (945 مم).
- الوزن:715 باوند (324 كغم).

### المكونات
- الصمامات: عمود حدبات علوي (بالإنجليزية: Overhead camshaft)، صمامين لكل أسطوانة.
- نظام الوقود: 4 مكربنات هواء، رولز رويس، كلاودل هوبسون.
- نوع الوقود:بترول، أوكتان 40-50.
- نظام التبريد: تبريد بسائل.

### الأداء
- القدرة الناتجة:288 حصان (215 كيلو وات)، عند سرعة دورانية 2300 دورة/دقيقه، عند مستوى سطح البحر.
- نسبة الانضغاط:1:5.3
- إستهلاك الوقود: 18.5 جالون/ساعة (84 لتر/ساعه).
- استهلاك الزيت: 0.75 جالون/ساعة (3.4 لتر/ساعه).
- نسبة القدرة إلى الوزن: 0.4 حصان/باوند (0.66 كيلو وات/كغم).

## وصلات خارجية
- Photo of a Rolls-Royce Falcon at enginehistory.org